# 神头镇 (朔州市)
神头镇，是中华人民共和国山西省朔州市朔城区下辖的一个乡镇级行政单位。大型坑口發電廠神頭發電廠在此，由中國和捷克斯洛伐克合作建設。

## 行政区划
神头镇下辖以下地区：
马邑村、小泊村、吴佑庄村、东神头村、吉庄村、苗山村、神西村、毛道村、西神头村、新磨村、北邵庄村、野场村、烟墩村、东邵庄村、西影寺村、下西关村、长村、八里铺村、郭家窑村、大夫庄村、红壕头村、马跳庄村、水磨头村、新文村、肖西河底村、陈西河底村、东榆林村、沙疃村、峪沟村和地上村。